# Liberia i olympiska sommarspelen 1996
Liberia deltog i de olympiska sommarspelen 1996 med en trupp bestående av fem deltagare, men ingen av landets deltagare erövrade någon medalj.

## Friidrott
Herrar
Bana
| Idrottare                                               | Gren                            | Heat omgång 1 | Heat omgång 1 | Heat omgång 2    | Heat omgång 2    | Semifinal        | Semifinal        | Final            | Final            |
| Idrottare                                               | Gren                            | Tid           | Placering     | Tid              | Placering        | Tid              | Placering        | Tid              | Placering        |
| ------------------------------------------------------- | ------------------------------- | ------------- | ------------- | ---------------- | ---------------- | ---------------- | ---------------- | ---------------- | ---------------- |
| Sayon Cooper                                            | Herrarnas 100 meter             | 10.58         | 66            | Gick inte vidare | Gick inte vidare | Gick inte vidare | Gick inte vidare | Gick inte vidare | Gick inte vidare |
| Robert Dennis                                           | Herrarnas 100 meter             | 10.65         | 72            | Gick inte vidare | Gick inte vidare | Gick inte vidare | Gick inte vidare | Gick inte vidare | Gick inte vidare |
| Kouty Mawenh Sayon Cooper Eddie Neufville Robert Dennis | Herrarnas 4 x 100 meter stafett | 40.18         | 24            | N/A              | N/A              | Gick inte vidare | Gick inte vidare | Gick inte vidare | Gick inte vidare |

Damer
Bana
| Idrottare         | Gren               | Heat omgång 1 | Heat omgång 1 | Heat omgång 2 | Heat omgång 2 | Semifinal        | Semifinal        | Final            | Final            |
| Idrottare         | Gren               | Tid           | Placering     | Tid           | Placering     | Tid              | Placering        | Tid              | Placering        |
| ----------------- | ------------------ | ------------- | ------------- | ------------- | ------------- | ---------------- | ---------------- | ---------------- | ---------------- |
| Grace Ann Dinkins | Damernas 400 meter | 51.83         | 13 Q          | 52.53         | 28            | Gick inte vidare | Gick inte vidare | Gick inte vidare | Gick inte vidare |